# Illa de Chichagof
L'illa de Chichagof (en anglès Chichagof Island, en tlingit Shee Kaa) és una illa que es troba a l'arxipèlag Alexander, a la costa nord-occidental de l'estat d'Alaska, als Estats Units. L'illa té 121 quilòmetres de llarg per 80 d'ample, amb una superfície de 5.305.9 km², cosa que la converteix en la cinquena més gran dels Estats Units i la 109 del món; i un perímetre de 1.194 quilòmetres. En el cens del 2000 constava una població de 1.342 persones. Té la densitat d'ossos bruns més gran del món per quilòmetre quadrat.

## Geografia
L'illa de Chichagof està limitada: 
- a l'est, per l'estret de Chatham (Chatham Strait), que la separa de l'illa Admiralty;
- al nord-est, per l'estret d'Icy (Icy Strait), que la separa de la part continental; al bell mig de l'estret hi ha la petita illa Pleasant;
- al nord-oest, pel Cross Sound, que la separa de la part continental, davant glacier Bay;
- al sud-oest pel golf d'Alaska
- al sud, per l'estret Peril (Peril Strait), que la separa de l'illa de Baranof.

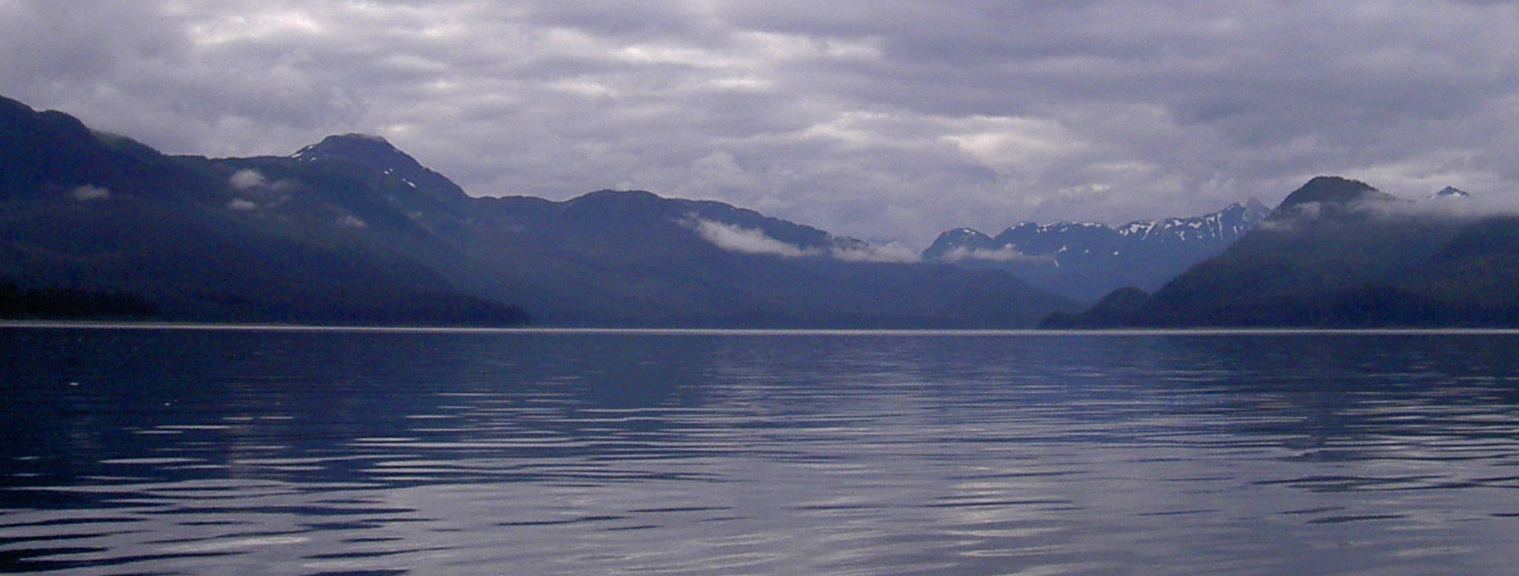
Idaho Inlet, a l'illa Chichagof.

L'illa té una forma molt irregular, amb profunds entrants que formen nombrosos braços i penínsules. Destaquen, entre d'altres el Tenaker Inlet, la badia Freshwater, l'Idaho Inlet, Port Althorp, Lisianski Inlet o Portlock Harbor. A la vegada hi ha nombroses illes costaneres molt properes: illa Yakobi (213,3 km²), a l'extrem nord-occidental; i les illes Hill, Hogan i Killisnoo, a la costa occidental, al davant el golf d'Alaska. La major paet de l'illa forma part del boc nacional Tongass.
Les comunitats indígenes de Hoonah, Pelican, Tenakee Springs i Elfin Cove es troben a la part nord de l'illa. La seva economia es basa en la caça, la pesca i l'explotació forestal. La part sud de l'illa està compresa dins el Borough de Sitka, però sols vuit persones estaven inscrites en aquest sector al cens del 2000.

## Història
L'illa rep el nom de l'almirall Vassili Txitxagov, un explorador rus de l'Àrtida que mai va visitar Alaska.